# 安山 (アーチェリー選手)
安 山（アン・サン、朝: 안산、2001年2月27日 - ）は、韓国の女子アーチェリー選手。2020年東京オリンピック女子団体・混合団体・女子個人金メダリスト。光州女子大学校在学中。
本貫は竹山安氏。

## 経歴
2021年、2020年東京オリンピックで、女子団体、混合団体、女子個人でいずれも金メダルを獲得した。1大会3冠は五輪アーチェリー史上初である。
東京オリンピックでの活躍によって韓国内ではフィーバーに沸いた一方で、一部のネットユーザーからは安山が短髪であること、女子大学在学中であることから彼女がフェミニストであるという主張と共に誹謗中傷を受けた。
東京オリンピック後の2021年世界選手権では女子団体、混合団体の2種目で優勝、女子個人で3位となった。
2023年に行われたアジア大会では、リカーブ個人でイム・シヒョンに敗れ、準優勝。
2024年3月11日のパリ五輪の国内選抜では3次戦が終わった時点で21位にとどまり、出場を逃した。

## 騒動
2024年3月16日、SNSで光州市尖端地区にある日本風の商店街のサインの画像を「韓国に売国奴は何でこんなに多いの？」の文言と共に掲載したため、当該商店街に入居した居酒屋を運営するフランチャイズ会社の代表がネット上で誹謗中傷を受ける事態となった。その投稿は1日後に削除されたが、キャプチャー画像はネット上で拡散する状態である。国民の力の河泰慶議員は運営側に肩入れし、大韓体育会と文化体育観光部に対して安への警告を要求した。安は事件が拡散した後に全州を訪問したが、3月19日に自営業者の団体から告訴されるのを受け、ようやくInstagramで謝罪文を発表した。